# Trolltjärnen (Hortlax socken, Norrbotten)
Trolltjärnen är en sjö i Piteå kommun i Norrbotten och ingår i Rokån-Jävreåns kustområde.